# 空とキミのメッセージ
「空とキミのメッセージ」（そらとキミのメッセージ）は、ChouChoの楽曲。2013年5月22日に6枚目のシングルとしてLantisから発売された。

## 概要
シングルとしては前作「DreamRiser」以来、約7か月振りとなるリリース。表題曲はテレビアニメ『翠星のガルガンティア』のエンディングテーマとして使用された。

## 批評
『リスアニ!』は、「ChouChoの優しい声質はミドルテンポの楽曲で特に映えるように感じるが、その美点が特に発揮されているのが、SF海洋ロマンのエンディングに穏やかな余韻を与えてくれた本楽曲。前を見つめて先へと進む“キミ”のそばにいる側の目線で描かれた歌詞は少し切なくもあるが、その姿を見て自らも成長しようとする心の動きにこちらも励まされる」と批評した。

## チャート成績
2013年6月3日付オリコン週間シングルランキングで初登場43位を獲得し、初週2,349枚を売り上げた。チャート登場回数は4回。累計3,605枚のセールスを記録した。

## シングル収録内容
| #         | タイトル                            | 作詞         | 作曲・編曲 | 時間  |
| --------- | ----------------------------------- | ------------ | ---------- | ----- |
| 1.        | 「空とキミのメッセージ」            | こだまさおり | 矢吹香那   | 4:41  |
| 2.        | 「Cocoon」                          | ChouCho      | 中土智博   | 4:08  |
| 3.        | 「空とキミのメッセージ」(off vocal) |              |            | 4:41  |
| 4.        | 「Cocoon」(off vocal)               |              |            | 4:08  |
| 合計時間: | 合計時間:                           | 合計時間:    | 合計時間:  | 17:38 |

## 参加ミュージシャン
| 空とキミのメッセージ - 佐野康夫（ドラム） - 田辺トシノ（ベース） - 紺野紗衣（ピアノ） - 前口渉（エレクトリック・ギター） - 狩野良昭（アコースティック・ギター） - 藤堂昌彦ストリングス（ストリングス） | Cocoon - 中土智博（ギター） |

## 収録アルバム
| 曲名                 | 収録アルバム                 | 発売日         | 備考                                 |
| -------------------- | ---------------------------- | -------------- | ------------------------------------ |
| 空とキミのメッセージ | secretgarden                 | 2013年12月25日 |                                      |
| 空とキミのメッセージ | ChouCho ColleCtion "bouquet" | 2016年5月25日  |                                      |
| 空とキミのメッセージ | Heart of Magic Garden2       | 2014年8月27日  | 伊藤真澄によるリアレンジ・バージョン |
| 空とキミのメッセージ | ChouCho the BEST             | 2021年12月8日  |                                      |
| Cocoon               | secretgarden                 | 2013年12月25日 |                                      |